# Jasenje (Republika Serbska)
Jasenje (cyr. Јасење) – wieś w Bośni i Hercegowinie, w Republice Serbskiej, w gminie Kozarska Dubica. W 2013 roku liczyła 58 mieszkańców.